# Yavi (departamento)
Yavi é um departamento da província de Jujuy.